# Eric Caldow
Eric Caldow (Cumnock, 1934. május 14. – 2019. március 4.) válogatott skót labdarúgó, hátvéd, edző.

## Pályafutása

### Klubcsapatban
A Muirkirk FC korosztályos csapatában kezdte a labdarúgást, majd 1952–53-ban a Rangersben folytatta, ahol 1953-ban mutatkozott be az első csapatban. 1953 és 1966 között hat bajnoki címet és öt skót kupa győzelmet ért el a glasgowi csapattal. Tagja volt az 1960–61-es KEK-döntős együttesnek. 1966–67-ben a Stirling Albion, 1967 és 1969 között az angol Corby Town csapatában játszott.

### A válogatottban
1957 és 1963 között 40 alkalommal szerepelt a skót válogatottban és négy gólt szerzett. Részt vett az 1958-as svédországi világbajnokságon. 1951 és 1958 között 14 alkalommal szerepel a skót ligaválogatottban és egy gólt szerzett.

### Edzőként
1967 és 1969 között az angol Corby Town játékos-edzője volt. 1970 és 1973 között a Hurlford United, 1973 és 1975 között a Stranraer vezetőedzőjeként tevékenykedett.

## Sikerei, díjai
Rangers
- Skót bajnokság
  - bajnok (6): 1955–56, 1956–57, 1958–59, 1960–61, 1962–63, 1963–64
- Skót kupa
  - győztes (5): 1960, 1962, 1963, 1964, 1966
- Kupagyőztesek Európa-kupája (KEK)
  - döntős: 1960–61